# Lama Tone
Pas d'image ? Cliquez ici

a Compétitions nationales et continentales officielles uniquement.

b Matchs officiels uniquement.
Dernière mise à jour le 27 août 2018.
Lama Tone, né le 24 janvier 1971 à Auckland (Nouvelle-Zélande), est un joueur de rugby à XV samoan qui joue en équipe nationale avec l'équipe des Samoa. C’est un deuxième ligne de 1,98 m pour 104 kg.

## Carrière

### En équipe nationale
Il a eu sa première cape internationale le 18 septembre 1998, à l'occasion d'un match contre l'équipe des Tonga.

## Palmarès
- 24 sélections avec l'Équipe des Samoa de rugby à XV
- Sélections par année : 3 en 1998, 10 en 1999, 6 en 2000, 5 en 2001.

- Coupe du monde disputée : 1999 (4 matchs, 4 comme titulaire).